# 1451
| 1451               |
| ------------------ |
| Dødsfald - Fødsler |
|                    |

| Gregoriansk kalender | 1451 MCDLI              |
| Ab urbe condita      | 2204                    |
| Armensk kalender     | 900 ԹՎ Ջ                |
| Kinesiske kalender   | 4147 – 4148 庚午 – 辛未 |
| Etiopisk kalender    | 1443 – 1444             |
| Jødisk kalender      | 5211 – 5212             |
| Hindukalendere       |                         |
| - Vikram Samvat      | 1506 – 1507             |
| - Shaka Samvat       | 1373 – 1374             |
| - Kali Yuga          | 4552 – 4553             |
| Iransk kalender      | 829 – 830               |
| Islamisk kalender    | 855 – 856               |

Konge i Danmark: Christian 1. 1448-1481
Se også 1451 (tal)

## Begivenheder
- Krig mod Sverige i forsøg på at genoprette Kalmarunionen
- Mehmed 2. bliver enehersker over Osmannerriget efter sin fars Murad 2.s død
- Skotlands næstældste universitet, University of Glasgow, grundlægges ved pavelig bulle.

## Født
- 22. april - Isabella 1. af Kastilien; den første dronning af et forenet Spanien (gennem sit ægteskab med Ferdinand 2. af Aragonien).
- 10. juli - Jakob 3. af Skotland.
- Før 31. oktober - Christoffer Columbus, navigatør og opdagelsesrejsende, kendt for rejsen til Amerika. (død 1506).